# Armoriale delle famiglie italiane (Palm-Pap)
Questo è l'armoriale delle famiglie italiane il cui cognome inizia con le lettere che vanno da Palm a Pap.

## Armi

### Palm
| Stemma | Casato e blasonatura |
| ------ | --- |
|        | Palma (Abruzzo) (la blasonatura non è stata ancora caricata) (citato in DAlena) |
|        | Palma (Rivarolo) Titolo: conti di Borgofranco, Cesnola, Moriondo D'oro, al palmizio al naturale alias D'oro, al palmizio, nutrito nella pianura, il tutto al naturale, con il bambino nudo, di carnagione, aggrappato ai rami del palmizio Motto: Oppressa resurgit - Magis tollit onus (citato in (22)) |
|        | Palma (Torino) albero di palma al naturale uscente dalla punta su oro (citato in LEOM) |
|        | Palma o Palmaro (Messina, Marsala, Monte San Giuliano) troncato, alla fascia in divisa d'oro, nel 1° d'azzurro pieno; nel 2° bandato d'oro e d'azzurro di sei pezzi alias d'oro, alla palma al naturale sradicata di verde, fruttifera del campo (citato in Mango) |
|        | Palma (Napoletano) (la blasonatura non è stata ancora caricata) (citato in (24)) |
|        | Palma (Pesaro) albero di palma al naturale nodrito su terrazzo di verde su oro - stella (8 raggi) di oro su azzurro in capo (citato in LEOM) |
|        | Palma (Napoli) fascia di armellino su scudetto di rosso bordato di oro su - monte a 3 cime di verde uscente dalla punta - lo scudo timbrato da un berretto principesco di rosso bordato di armellino e cimato da 2 foglie di palma al naturale poste in banda e in sbarra tutto su argento (citato in LEOM) |
|        | Palma di Castiglione Bandato d'oro e d'azzurro col capo del medesimo caricato da un ramo di palma al naturale (accostato da due rose di rosso) |
|        | Palma di Castiglione (ramo di Sicilia) Partito: nel 1° di rosso a due bande d'argento; nel 2° di rosso ad un ramo di palma al naturale, posto in sbarra; al capo di rosso caricato di una rosa d'argento |
|        | Palma di Sant'Elia a Pianisi Spaccato alla fascia in divisa d'oro: 1° d'argento alla palma di verde accostata da due rose di rosso; 2° bandato d'azzurro e d'oro |
|        | Palmaroli (Grottamare) colomba della pace al naturale foglia di palma di verde in becco su 3 monti ristretti di verde uscenti dalla punta su oro - 3 stelle (5 raggi) di rosso in alto poste 2,1 su oro (citato in LEOM) |
|        | Palmaroli (Grottamare) monte a 3 cime di oro uscente dalla punta cimato da una colomba della pace di argento su azzurro (citato in LEOM) |
|        | Palmaroli (Grottamare) monte a 3 cime di oro uscente dalla troncatura cimato da una colomba della pace di argento su azzurro - monte a 6 cime di oro uscente dalla punta sormontato da stella (6 raggi) dello stesso tutto su azzurro (citato in LEOM) |
|        | Palmeggiani (Bologna) aquila di nero coronata di oro accompagnata da - 2 foglie di palma di verde poste in palo tutto su oro - argento pieno (citato in LEOM) |
|        | Palmeri o Palmieri o Palmeri di Naro (Palermo) D'azzurro all'albero di palma di verde, fustato e fruttifero d'oro, sormontato da un giglio dello stesso e sinistrato da un leone d'argento (citato in DAlena e in (25)) Notizie storiche in Famiglie nobili di Sicilia. |
|        | Palmeri o Palmerio (Palermo, Licata, Naro, Caltagirone) Titolo: barone d'azzurro, al palmizio di verde, fustato e fruttato d'oro, nodrito sopra una zolla di verdura al naturale, sormontato, nel punto del capo, da un giglio d'oro e sinistrato, nel punto sinistro dalla campagna, da un leoncino d'argento (citato in Mango e in (25)) albero di palma di verde fruttato e fustato di oro posto su monte uscente dalla punta di verde accompagnato a destra da - leone rampante di argento sormontato da - giglio di oro tutto su azzurro (citato in LEOM) alias scaccheggiato d'argento e d'azzurro (di dodici pezzi) a quattro file (citato in Mango e in (25)) scaccato di argento e di azzurro (4file) (citato in LEOM) Notizie storiche in Famiglie nobili di Sicilia.                                                                                |
|        | Palmeri e Palmeri di Miccichè (Palermo) Titolo: marchese di Villalba, nobile dei marchesi, barone di Miccichè, nobile dei baroni d'azzurro al palmizio di verde, al fusto d'oro, sopra una zolla di verde, nel punto del capo al giglio d'oro e alla sinistra un leoncino d'argento (citato in (23)) d'azzurro, al palmizio di verde fustato e fruttifero d'oro, nodrito sopra una zolla di verdura al naturale, sinistrato da un leoncino d'argento affrontato al tronco e sormontato in capo da un giglio d'oro (citato in (25)) alias scaccato d'argento e d'azzurro a quattro file (citato in (23) e in (25)) Notizie storiche in Famiglie nobili di Sicilia. |
|        | Palmerii Titolo: consignori di Cortanze, Montiglio, Piovà D'argento, alla palma di verde, il tronco sostenuto da due leoni, al naturale, affrontati (citato in (22)) |
|        | Palmerini (Firenze) Di..., al leone di..., tenente con le branche anteriori un ramo di palma di... (citato in (20)) |
|        | Palmerini (Pisa, Firenze) D'oro, allo scaglione di verde, accompagnato da tre rami di palma dello stesso, 2.1, i due convergenti alias D'argento, a tre bande di rosso e allo scudetto attraversante d'azzurro caricato di un leone d'oro tenente nelle branche anteriori un ramo di palma di verde; il tutto abbassato sotto il capo di Santo Stefano sostenuto da una divisa d'azzurro, caricata di tre rose di rosso alias Partito: nel 1º d'oro, allo scaglione di verde, accompagnato da tre rami di palma dello stesso, 2.1, i due convergenti; nel 2º d'argento, a tre bande di rosso e allo scudetto attraversante d'azzurro caricato di un leone d'oro tenente nelle branche anteriori un ramo di palma di verde; il tutto abbassato sotto il capo di Santo Stefano sostenuto da una divisa d'azzurro, caricata di tre rose di rosso (citato in (20)) |
|        | Palmerini (Pisa, Parigi) leone rampante di oro tenente con le zampe anteriori una foglia di palma di verde su scudetto di azzurro su - 3 bande di rosso su argento - capo di Santo Stefano - 3 rose di rosso su trangla di azzurro (citato in LEOM) |
|        | Palmerini o Palmerino (Palermo) scaglione di rosso accompagnato da - 3 foglie di palma di verde in palo poste 2,1 tutto su oro (citato in LEOM) |
|        | Palmerini (Cesena) (la blasonatura non è stata ancora caricata) (citato in BLCW) Immagine in Blasone Cesenate. |
|        | Palmerino o Palmerini (Palermo) Titolo: barone di Giaconia d'oro allo scaglione di rosso, accompagnato da tre rami di palma di verde in palo due e uno (citato in (23)) d'oro, allo scaglione di rosso, accompagnato da tre rami di palma di verde poste in palo, due nel capo ed una in punta (citato in Mango e in (25)) d'oro, col capriolo di rosso, accompagnato da tré palme di verde poste in palo, due nel capo ed uno in punta (citato in (25)) Notizie storiche in Famiglie nobili di Sicilia. Ulteriori notizie storiche in Famiglie nobili di Sicilia. |
|        | Palmier (Aosta, Quart) D'azzurro, a tre rami di palma, d'oro, 2, 1 (citato in (22)) |
|        | Palmieri (Firenze) Di rosso, a due rami di palma di verde posti in palo decussati e talvolta ridecussati, accostati da due leoni affrontati d'oro (citato in (20)) Di rosso, a due palme di verde passate in croce di S.Andrea e poste fra due leoni d'oro affrontati (citato in DAlena) |
|        | Palmieri (Firenze) Gheronato di otto pezzi di nero e d'argento (citato in (20)) |
|        | Palmieri (Firenze) Troncato d'argento e d'azzurro, a due rami di palma di verde nel primo, nodriti su un monte di sei cime d'oro posto nel secondo (citato in (20)) |
|        | Palmieri (Pisa) D'azzurro, alla fascia d'argento, sormontata da tre stelle a otto punte d'oro, ordinate in capo, e accompagnata in punta da un destrocherio di carnagione, vestito di rosso, tenente un martello al naturale alias D'azzurro, alla fascia di verde, sormontata da tre stelle a otto punte d'oro, ordinate in capo, e accompagnata in punta da un destrocherio di carnagione, vestito di rosso, tenente un martello al naturale (citato in (20)) |
|        | Palmieri (Siena) D'argento, alla gemella in fascia di rosso, sormontata da un grugno di cinghiale di nero, difeso d'argento (citato in (20)) alias D'argento, alla gemella in fascia di rosso, sormontata da un grugno di cinghiale di nero, difeso d'argento, il tutto abbassato sotto il capo cucito dell'Impero (citato in (20)) (Immagine nella Raccolta stemmi Trippini (JPG).) |
|        | Palmieri (Siena) D'argento alla gemella di rosso, accompagnata in capo dalla testa di cinghiale di nero, col capo d'oro, all'aquila spiegata di nero, coronata del campo (citato in DAlena) gemella in fascia di rosso accompagnata da - un testa di cinghiale di nero in alto su argento - capo d'Impero (citato in LEOM) alias D'argento a due fasce abbassate di rosso, sormontate da una testa di cinghiale al naturale, col capo d'oro, all'aquila di nero, coronata del campo (citato in DAlena) |
|        | Palmieri (Ferrara) D'argento al capriolo di rosso, accompagnato da 3 gigli dello stesso (citato in DAlena) |
|        | Palmieri (Monopoli, Napoli) Titolo: nobili di Monopoli D'azzurro a 3 rami di palma al naturale, 2 posti in croce di S.Andrea, ed il terzo in palo attraversante i precedenti, accompagnati da 2 stelle d'argento (citato in DAlena) 3 foglie di palma al naturale incrociate a ventaglio e affiancate da - 2 stelle (6 raggi) di argento tutto su azzurro (citato in LEOM) alias d'azzurro con tre rami di palma d'oro impugnati e accostati da due stelle d'argento (citato in (23)) 3 foglie di palma di oro incrociate a ventaglio e affiancate da - 2 stelle (6 raggi) di argento tutto su azzurro (citato in LEOM) |
|        | Palmieri (Piacenza) (la blasonatura non è stata ancora caricata) (citato in DAlena) |
|        | Palmieri (Napoli, Parigi) Titolo: marchese di Monferrato, nobile dei marchesi D'azzurro all'albero di palma d'oro, accostato da due leoni dello stesso, affrontati e controrampanti al fusto (citato in DAlena) d'azzurro alla palma e al terrazzo di verde, fruttata d'oro accostata da due leoni al naturale affrontanti e controrampanti (citato in (23)) albero di palma di verde fruttato di oro su terrazzo di verde uscente dalla punta affiancata da - 2 leoni controrampanti al naturale tutto su azzurro (citato in LEOM) Motto: iustus ut palma florebit |
|        | Palmieri (Cesena) D'azzurro al monte di 3 cime d'argento sostenente un pino al naturale accostato da due leoni di…, affrontati e controrampanti; con 3 stelle d'oro ordinate in fascia nel capo (citato in DAlena) |
|        | Palmieri (Cesena) (la blasonatura non è stata ancora caricata) (citato in BLCW) Immagine in Blasone Cesenate. |
|        | Palmieri (Bologna) (la blasonatura non è stata ancora caricata) (citato in DAlena) |
|        | Palmieri (Sarteano) (la blasonatura non è stata ancora caricata) (citato in BNDD) Immagine ne L'araldica sarteanese nei secoli. |
|        | Palmieri da Figline (Firenze) D'oro, a due palme di verde passate in croce di S.Andrea, accompagnate in capo da un lambello di 4 pendenti di rosso (citato in DAlena) |
|        | Palmieri da Gangalandi (Firenze) Troncato d'oro e d'azzurro, al leone attraversante dell'uno all'altro, tenente con le branche anteriori un ramo di palma di verde alias Troncato d'oro e di nero, al leone attraversante dell'uno all'altro, tenente con le branche anteriori un ramo di palma di verde (citato in (20)) |
|        | Palmieri dal Rosaio (Toscana) (DE) In Rot 2 gegeneinander verschränkte grüne Palmzweige, beidseitig begleitet von 2 einwärtsgekehrten goldenen Löwen (citato in (28)) |
|        | Palmieri della Camera (Firenze) D'oro, a due rami di palma decussati di verde, sormontati da un lambello a quattro pendenti di rosso alias D'oro, a due rami di palma decussati d'azzurro, sormontati da un lambello a quattro pendenti di rosso alias D'oro, a due rami di palma decussati di verde, e al capo d'Angiò (citato in (20)) |
|        | Palmieri di Maffio (Firenze) Spaccato d'argento e d'azzurro, all'albero di palma al naturale, movente da un monte di 6 cime d'oro ed attraversante sulla partizione (citato in DAlena) |
|        | Palmieri Lattanzi Tolomei (Roma)) 2 alberi di palma sradicati di verde posti in croce di Sant'Andrea affiancati da - 2 leoni controrampanti di oro tutto su rosso (citato in LEOM) |
|        | Palmieri Nuti (Siena) fascia di oro su azzurro - 3 colombe di argento poste 2,1 - 2 affrontate posate sulla fascia e una in basso tutto su azzurro (citato in LEOM) |
|        | Palmieri-Nuti (Siena) (la blasonatura non è stata ancora caricata) (Immagine nella Raccolta stemmi Trippini (JPG).) |
|        | Palminteri (Palermo) d'oro, a due braccia vestite di verde, tenenti tre rami di palma dello stesso (citato in Mango e in (25)) Notizie storiche in Famiglie nobili di Sicilia. |
|        | Palmisano (Molise) (la blasonatura non è stata ancora caricata) (citato in DAlena) |
|        | Palmola o Palmula (Sicilia) d'azzurro, al braccio armato, movente dal fianco sinistro dello scudo, impugnante un ramo di palma d'oro (citato in Mango e in (25)) Notizie storiche in Famiglie nobili di Sicilia. |
|        | Palmotta (Ragusa/Dubrovnik) di rosso, a tre bande d'argento, quella centrale caricata di un gladio al naturale, posto nel senso della banda, la punta in basso, al capo d'argento, caricato di una croce di rosso (citato in (10)) (FR) De gueules, à trois bandes d'argent, celle du milieu ch. d'un glaive au naturel, posé dans le sens de la bande, la pointe en bas, au chef d'argent, ch. d'une croix de gueules. Casque couronné. (citato in (11)) |
|        | Palmucci (Trevi) (la blasonatura non è stata ancora caricata) Notizie storiche nel sito della Associazione Pro Trevi. |
|        | Palolloi (Cesena) (la blasonatura non è stata ancora caricata) (citato in BLCW) Immagine in Blasone Cesenate. |
|        | Palomba (Napoli) Titolo: marchese di Pascarola di rosso al colombo d'argento tenente nel becco un ramoscello d'olivo di verde (citato in (23)) |
|        | Palomba colomba della pace di argento ferma su rosso (citato in LEOM) |
|        | Palomba (Torre del Greco, Civitavecchia) (la blasonatura non è stata ancora caricata) |
|        | Palombara (Roma) (la blasonatura non è stata ancora caricata) (Immagine nell' Archivio Storico Capitolino (PDF) (archiviato dall'url originale il 2 febbraio 2014).) |
|        | Palombella (Cagliari) monte a 3 cime di argento uscente dalla punta cimato da - una colomba ferma dello stesso su rosso - fascia in divisa alzata di oro sormontata da - stella (6 raggi) dello stesso tutto su rosso (citato in LEOM) |
|        | Palombi (Monte San Martino, Lecce) Dal trimonzio di verde sormontato da un palombo bianco "sorante" o mosso verso sinistra; su tutto, d'azzurro, tre stelle d'oro a otto punte in fascia. |
|        | Palombini (la blasonatura non è stata ancora caricata) (citato in ) |
|        | Palombini (Napoletano) (la blasonatura non è stata ancora caricata) (citato in (24)) |
|        | Paloretto D'azzurro, al sole, accompagnato in punta da tre stelle, il tutto d'oro Motto: In pallore refulgat (citato in (22)) |
|        | Palosti (Brescia) (la blasonatura non è stata ancora caricata) |
|        | Palotta (Cesena) (la blasonatura non è stata ancora caricata) (citato in BLCW) Immagine in Blasone Cesenate. |
|        | Paltanieri (Padova) di rosso, al pesce d'argento (Immagine nella Raccolta stemmi Trippini (JPG).) |
|        | Paltonieri (Siena) D'oro, alla pianta di verde spigata di tre pezzi dello stesso, nodrita su un monte di tre cime di rosso (citato in (20)) |
|        | Paltrinieri (Carpi) cicogna posta su ristretto uscente dalla punta tutto al naturale su azzurro - 3 stelle (6 raggi) di oro poste 1,2 in alto su azzurro (citato in LEOM) |
|        | Paltro o Pautro (Ozzano, Casale) Titolo: consignori di Rosignano, Terruggia Fasciato ondato, di quattro pezzi, d'argento, di rosso, d'oro e di nero, con il capo d'oro, cucito, carico di un'aquila coronata di nero alias D'argento, a due fasce ondate, d'azzurro, accompagnate in capo da una palma, di verde (citato in (22)) |
|        | Palumbo (Molfetta) di rosso, al colombo d'argento volante, tenente nel becco un ramoscello d'ulivo d'oro, e accompagnato in capo da tre stelle male ordinate (citato in DAlena e in ) |
|        | Palumbo (Cosenza) Di rosso al colombo trasvolante d'argento (citato in DAlena e in BLCL) |
|        | Palumbo (Napoli, Capua) Titolo: nobili, baroni di rosso alla colomba d'argento tenente nel becco un ramo d'ulivo d'oro (citato in (23)) |
|        | Palumbo (Napoli, Giugliano) Titolo: nobile di rosso al colombo d'argento tenente nel becco un ramoscello d'ulivo di oro, e poggiante sulla vetta più alta di un monte (citato in (24)) Notizie storiche in Nobili napoletani. |
|        | Palumbo (Napoli) colomba della pace di argento ferma su rosso (citato in LEOM) |
|        | Palumbo (Sicilia) d'azzurro, all'albero di pino al naturale sormontato da una colomba appollaiata d'argento, ed accompagnata da dodici stelle d'oro poste in orlo (citato in Mango e in (25)) |

### Pam
| Stemma | Casato e blasonatura |
| ------ | --- |
|        | Pambuffetti (Montefalco) (la blasonatura non è stata ancora caricata) (citato in (26)) |
|        | Pamphili (Roma) di rosso alla colomba d'argento avente nel becco un ramo d'ulivo verde; capo d'azzurro caricato di tre gigli d'oro separati da due verghette di rosso (citato in (4) – Vol. II pag. 632) |

### Pan
| Stemma | Casato e blasonatura |
| ------ | --- |
|        | Panagia (Reggio Calabria, Bova) In campo azzurro fasciato d'oro, nel basso un canestro d'oro, sopra tre stelle d'oro, alle quali e soprapposta una corona anche di oro. |
|        | Pananti (Firenze) D'azzurro, a sei pani al naturale, 2.2.2 alias D'azzurro, a sei torte al naturale, 2.2.2 (citato in (20)) |
|        | Panaterius (Fossano) Di rosso, al leone coronato, d'oro, sostenuto da un monte di tre cime, d'argento Motto: Super ardua virtus (citato in (22)) |
|        | Panati (Asolo) D'argento al pegaso inalberato, rivolto, di rosso (citato in DAlena) |
|        | Panattoni (Fiesole, Firenze) D'azzurro, a tre spighe di frumento impugnate d'oro, e alla banda attraversante d'argento caricata di tre palle d'oro (citato in (20)) 3 palle di oro su banda di argento su - 3 spighe di grano poste a ventaglio incrociate di oro su azzurro (citato in LEOM) |
|        | Pancaldi (Pisa) Di rosso, a sei palle troncate di nero e d'argento, 3.2.1 (citato in (20)) |
|        | Pancaldo (Messina) troncato di rosso e d'azzurro, allo scaglione d'oro, attraversante sul tutto, accompagnato da tre pani o bisanti dello stesso (citato in Mango) |
|        | Pancaldo (Messina) di rosso, con un pane d'oro (citato in (25)) Notizie storiche in Famiglie nobili di Sicilia. |
|        | Pancamo (Palermo) Titolo: baroni partito 1º d'argento all'aquila di nero, 2° di rosso al leopardo (illeonito?) d'oro (citato in (23)) aquila di nero su argento - leopardo illeonito di oro su rosso (citato in LEOM) |
|        | Pancera (Fiume (Croazia)) banda scaccata di azzurro e di argento (3 file e 15 pezzi) su rosso - stella (6 raggi) di oro su azzurro - aquila di nero coronata di oro su verde (citato in LEOM) |
|        | Pancerini (Cesena) (la blasonatura non è stata ancora caricata) (citato in BLCW) Immagine in Blasone Cesenate. |
|        | Pancia (Pisa) Scaccato di nero e d'argento (citato in (20)) |
|        | Panciatichi (Pistoia) di nero, troncato d'argento (citato in (7) – pag. 144) |
|        | Panciatichi (Pistoia, Firenze) Troncato di nero e d'argento, alla palla del secondo nel primo, caricata della croce di rosso (citato in (20)) alias Troncato di nero e d'argento, alla palla del secondo nel primo, caricata dello scudetto rotondo del Popolo fiorentino (citato in (20)) (DE) Unter 1 schwarzen Schildhaupt, darin 1 mit 1 roten Kreuz belegte silberne Scheibe, ledig silber (citato in (28)) alias Troncato di nero e d'argento, alla palla attraversante partita, con nel 1º d'argento, alla mezza croce di rosso, e nel 2º scaccato di rosso e d'argento (citato in (20)) alias Troncato di nero e d'argento, alla palla del secondo nel primo caricata di una croce di rosso sormontata dal capo d'Angiò (citato in (20)) alias Troncato d'oro e d'argento, alla fascia attraversante di nero, caricata dello scudetto rotondo del Popolo fiorentino, e alla palla d'azzurro caricata di tre gigli d'oro 1.2, posta nel primo (citato in (20)) |
|        | Panciatichi Ximenes de Aragona (Pistoia, Firenze, America) tondo di argento crociato di rosso sul nero del - troncato di nero e di argento pieno - 2 spade incrociate di argento punte al basso tra - 2 colonne di oro ciascuna cimata da un giglio dello stesso tutto su rosso (citato in LEOM) |
|        | Panciera di Zoppola (Castello di Zoppola, Brescia, PAdova, Firenze) banda scaccata di azzurro e di argento (3 file) su rosso - cotta d'arme (panciera) al naturale su rosso - stella (7 raggi) di oro su azzurro (citato in LEOM) |
|        | Pancrazi (Cortona, Firenze) Partito: nel 1º d'argento, alla fascia di rosso; nel 2º d'azzurro, alla stella a otto punte d'oro (citato in (20)) fascia di rosso su argento - stella (8 raggi) di oro su azzurro (citato in LEOM) |
|        | Pancucci (Pisa) D'azzurro, allo scaglione d'argento (citato in (20)) |
|        | Pancucci (Agrigento) d'azzurro, allo scaglione d'oro (citato in Mango) d'azzurro, col capriolo di oro (citato in (25)) Elmo di gentiluomo cimato da un leone d'oro, tenente una spada dello stesso alta in palo Notizie storiche in Famiglie nobili di Sicilia. |
|        | Pandolfelli (Napoli, Trani) Titolo: patrizio di Trani d'azzurro alla fenice sulla sua immortalità di rosso fissante un sole d'oro al cantone destro (citato in (23)) fenice di argento sulla sua immortalità di rosso mirante - sole di oro uscente dal canton sinistro del capo tutto su azzurro (citato in LEOM) |
|        | Pandolfi (Firenze) Di..., al gallo fermo di... (citato in (20)) |
|        | Pandolfi Alberici (Roma, Orvieto) 3 stelle (6 raggi) di oro su fascia di azzurro su troncato di rosso e di oro - giglio di argento su rosso - fiamma di rosso su oro - leone rampante di oro con la testa chiusa in un elmo piumato di argento su azzurro (citato in LEOM) |
|        | Pandolfi Guttadauro (Palermo, Roma) Titolo: marchese inquartato nel 1° e 4° spaccato d'oro e di rosso, alla fascia d'azzurro attraversante, accompagnata in capo da un'aquila di nero, e in punta da tre stelle di sei raggi d'argento; nel 2° e 3° d'azzurro a tre fasce d'oro, gocciate inferiormente di sei pezzi dello stesso, tre gocce cadenti dalla prima fascia, due dalla seconda ed una dalla terza (citato in Mango e in (25)) fascia di azzurro su troncato di oro e di rosso - aquila di nero su oro - 3 stelle (6 raggi) di argento poste in fascia su rosso - 3 fasce di oro gocciate inferiormente di 6 pezzi dello stesso posti 3,2,1 su azzurro (citato in LEOM) Notizie storiche in Famiglie nobili di Sicilia. |
|        | Pandolfi Guttadauro (Roma) fascia di azzurro su troncato di oro e di rosso - aquila nascente dalla fascia di nero su oro - 3 stelle (6 raggi) di argento poste in fascia su rosso (citato in LEOM) |
|        | Pandolfini (Firenze) d'azzurro, a tre delfini d'oro posti in fascia l'uno sull'altro sormontati nel capo da 3 gigli d'oro divisi da un lambello a quattro pendenti di rosso col quarto franco d'argento caricato da un vaso d'oro piantato di viole al naturale (citato in (2) – pag. 444 e in DAlena) (DE) Unter 1 blauen Schildhaupt, darin 1 vierlätziger roter Turnierkragen mit je 1 goldenen Lilie zwischen den Lätzen (Capo d'Angiò) und 1 silbernes linkes Obereck, in Blau 3 goldene Delphine pfahlweise, das Obereck belegt mit 1 goldenen Vase mit 3 natürlichen grünbeblätterten roten Rosen (citato in (28)) |
|        | Pandolfini (Firenze, Pisa) 3 delfini di oro posti in fascia un sull'altro sormontati sulla sinistra da un capo d'Angiò cucito tutto su azzurro - vaso ansato di oro (o vaso di azzurro con più fiori di rosso e di argento) da cui esce una pianta di verde fiorita di 3 pezzi di rosso su quartier franco destro di argento su azzurro (citato in LEOM) |
|        | Pandolfini (Firenze) D'azzurro, a tre delfini d'oro nuotanti l'uno sull'altro alias D'azzurro, a tre delfini d'oro nuotanti l'uno sull'altro; con il capo cucito d'Angiò alias D'azzurro, a tre delfini d'oro nuotanti l'uno sull'altro; con il capo cucito d'Angiò poggiante a destra, e il quarto franco sinistro d'argento, caricato di una pianta di verde fiorita di tre pezzi di rosso e nodrita in un vaso d'oro alias D'azzurro, a tre delfini d'oro nuotanti l'uno sull'altro; con il capo cucito d'Angiò poggiante a destra, e il quarto franco sinistro d'argento, caricato di una pianta di verde fiorita di tre pezzi di rosso e nodrita in un vaso d'oro e il capo d'Angiò abbassato sotto una corona di... e il tutto abbassato sotto la croce di Santo Stefano posta in capo (citato in (20)) |
|        | Pandolfini (Pisa) Troncato ondato d'oro e di rosso, a tre rose del primo nel secondo, 2.1 (citato in (20)) |
|        | Pandolfini (Prato, Firenze) D'azzurro, a tre delfini d'oro nuotanti uno sull'altro alias D'azzurro, a tre delfini d'oro nuotanti l'uno sull'altro; con il capo cucito d'Angiò poggiante a destra, e il quarto franco sinistro d'argento, caricato di una pianta di verde fiorita di tre pezzi di rosso e nodrita in un vaso d'oro (citato in (20)) |
|        | Pandolfini (Toscana) (DE) In Blau 3 linksgewendete goldene Delphine pfahlweise, oben rechts begleitet von 1 dreilätzigen silbernen Turnierkragen mit je 1 goldenen Lilie zwischen den Lätzen, und 1 linkes silbernes Obereck, dieses belegt mit 1 blauen Vase mit 1 Zweig (citato in (28)) |
|        | Pandolfini (Firenze) (la blasonatura non è stata ancora caricata) (Immagine nella Raccolta stemmi Trippini (JPG).) alias (la blasonatura non è stata ancora caricata) (Immagine nella Raccolta stemmi Trippini (JPG).) |
|        | Pandolfini (Cesena) (la blasonatura non è stata ancora caricata) (citato in BLCW) Immagine in Blasone Cesenate. |
|        | Pandolfini da Brucianese (Pisa, Firenze) D'azzurro, a tre delfini d'oro nuotanti l'uno sull'altro, con il capo cucito d'Angiò poggiante a destra, e il quarto franco sinistro d'argento, caricato di un vaso d'oro fiorito al naturale (citato in (20)) |
|        | Pandolfo (Siracusa, Messina, Marsala) d'argento a due bande abbassate d'azzurro, la prima sostenente un leone leopardito di rosso (citato in Mango) |
|        | Pandone (Molise) Bandato di rosso e d'oro alla fascia di vajo, d'argento e d'azzurro attraversante sul tutto alias d'oro bandato di rosso e d'oro alla fascia di vaio attraversante sul tutto (citato in DAlena) alias bandato d'oro e d'azzurro di 5 pezzi alla fascia d'argento vaiata d'azzurro attraversante sul tutto (citato in DAlena) |
|        | Pandulfis (la blasonatura non è stata ancora caricata) (citato in DAlena) |
|        | Pane (Novara) Titolo: consignori di Crusinallo (?) D'argento, al pane al naturale (citato in (22)) |
|        | Pane o Pani (Vercelli) D'azzurro, a tre pani d'oro, con il capo d'oro, carico di un'aquila coronata, di nero (citato in (22)) |
|        | Pane (Sezze) (la blasonatura non è stata ancora caricata) |
|        | Pane (Vigone) D'azzurro, alla fascia d'oro, con lo scaglione d'argento sopra il tutto, accompagnato da tre rose, pure d'argento, 2, 1 (citato in (22)) |
|        | Panealbo (Grugliasco, Torino) Troncato di rosso e d'argento, al rosaio di verde, fiorito d'argento, di tre pezzi Motto: Hoggi et non domani (citato in (22)) |
|        | Panebianco (Palermo, Roma) Titolo: conti d'azzurro al leone al naturale passante alla campagna d'oro, tenente con la branca destra un pane, poggiante un altro sulla branca sinistra, accompagnata al capo di tre stelle d'argento in fascia (citato in (23)) leone passante al naturale su campagna di oro tenente con la zampa anteriore destra un pane e appoggiante la sinistra su un altro pane entrambi al naturale - 3 stelle (6 raggi) di argento poste in fascia in alto tutto su azzurro (citato in LEOM) |
|        | Panerio (Salussola) Bandato d'azzurro e d'argento, con il capo d'oro, carico di un'aquila dal volo abbassato, coronata, di nero (citato in (22)) |
|        | Panevini (Cremona) fasciato di d'argento e di rosso, col capo cucito del primo e caricato di una testa di cavallo di nero (citato in BLCR) Immagine in Blasonario Cremonese (archiviato dall'url originale il 7 aprile 2014). |
|        | Panfi (Firenze) Bandato di sei pezzi d'oro e di rosso alias D'oro a tre bande di rosso (citato in (20)) |
|        | Panfi (Toscana) (DE) 9mal gold-rot schräggeteilt (citato in (28)) |
|        | Panfili (Cesena) (la blasonatura non è stata ancora caricata) (citato in BLCW) Immagine in Blasone Cesenate. |
|        | Panfilj (Roma) di rosso, alla colomba d'argento, ferma nella punta dello scudo, tenente nel becco un ramo d'olivo fogliato di verde, col capo cucito d'azzurro, caricato di tre gigli d'oro, divisi da due verghette di rosso (citato in (7) – pag. 119) |
|        | Panfolletti (Firenze) D'argento, al leone d'azzurro moscato del campo (citato in (20)) |
|        | Panicacci (Fucecchio) D'azzurro, all'aquila dal volo spiegato al naturale, tenente nel rostro tre spighe di panico d'oro, e accompagnata in punta da un monte di sei cime d'argento (citato in (20)) |
|        | Panicali (Fano, Roma, Arcevia) fascia abbassata di azzurro su rosso - penna di oca di argento posta in sbarra appuntata sulla fascia - sole raggiante di oro uscente dal canton sinistro del capo tutto su rosso (citato in LEOM) |
|        | Panicelli (Lombardia, Conversano, Rutigliano) Titolo: nobile d'azzurro a un leone rampante, accompagnato in capo da due rami di palma al naturale, messi in croce di S. Andrea e attraversati da una corona radiata, e in punta da una stella di 6 raggi; il tutto d'oro (citato in (29)) |
|        | Panichi (Firenze) Di rosso, al grifone d'oro e alla banda diminuita attraversante d'azzurro alias D'azzurro, al grifone d'oro e alla banda diminuita attraversante di rosso (citato in (20)) |
|        | Panichi (Firenze) D'oro, a tre mazze d'arme di nero, legate di rosso e pendenti da un unico anello pure di nero; il tutto posto in mezzo a tre palle di rosso, 2.1, quella in punta affiancata da due steli di panico di verde, spigati del campo (citato in (20)) |
|        | Panichi (Firenze) Di..., al leone di..., tenente con le branche anteriori tre spighe di panico di..., e alla banda attraversante di... caricata di tre uccelli dal volo chiuso di...; il tutto abbassato sotto il capo d'Angiò (citato in (20)) |
|        | Panichi (Pistoia) D'argento, allo stelo di panico di verde, spigato di tre pezzi d'oro, uscente dalla bocca di un grugno di cinghiale di nero, posto in palo (citato in (20)) |
|        | Panichi del Lion Bianco (Firenze) Di rosso, al grifone d'oro tenente con le branche anteriori tre spighe di panico dello stesso, e alla banda attraversante di nero (citato in (20)) |
|        | Panici (Amaseno, Roma) 3 spighe di panico legate di oro su azzurro - uccello rivolto volante in banda testa al basso in alto a sinistra - stella (6 raggi) di oro in alto a destra tutto su azzurro (citato in LEOM) |
|        | Panigadi (Como) spiga di panico al naturale posta in palo fogliata di verde su scudetto di oro su - 2 ali (volo) poste in sbarra di argento sormontate da - 3 teste di giovani di profilo al naturale pure in sbarra su rosso - nel quarto quarto il volo è capovolto e sovrasta le teste dei giovani - fede di carnagione vestita di verde su fascia di argento su azzurro (citato in LEOM) |
|        | Panigadi (Mirandola, San felice sul Panaro, Reggio Emilia) 2 spighe di panico di oro uscenti da un solo ramo di verde su scudetto di argento su - 2 ali (volo) di argento poste in palo sormontate da - 3 teste di giovane al naturale di profilo poste in fascia tutto su rosso - fede di carnagione vestita fasciata di verde e di oro su fascia di argento su azzurro (citato in LEOM) |
|        | Panigarola partito d'argento e di rosso ad uno stelo di papavero di sette fiori, dell'uno nell'altro (citato in (4) – Vol. III pag. 521) |
|        | Panimolle (Roma) (la blasonatura non è stata ancora caricata) (Immagine nell' Archivio Storico Capitolino (PDF) (archiviato dall'url originale il 2 febbraio 2014).) |
|        | Panissera o Paniceri o Panizzera (Moncalieri, Torino) Titolo: conti di Veglio; consignori di Cellarengo, Lessolo D'azzurro, a tre piante di panico, nutrite sopra un monticello, il tutto d'oro (citato in (22)) 3 piante di panico nodrite su monticello uscente dalla punta tutto di oro su azzurro (citato in LEOM) alias D'azzurro, alla pianta di panico di tre spighe, sradicata, d'oro (citato in (22)) Motto: Ayez pitié |
|        | Panizza o Panissa (Ivrea) Titolo: consignori di Strambino, Campo e Muriaglio D'azzurro, a quattro piante di panico, d'oro, impugnate (citato in (22)) |
|        | Panizza (Savigliano) D'azzurro, a tre piante di panico, d'oro (citato in (22)) |
|        | Panizza o Panissa (Carmagnola) Troncato d'oro e d'argento, all'avambraccio di carnagione, tenente tre piante di panico, d'oro (citato in (22)) |
|        | Panizza o Panissa (Asti) D'azzurro, a tre quaglie d'oro, con la stella, dello stesso, in abisso Motto: Stella duce (citato in (22)) |
|        | Panittonus (Alessandria) Inquartato, al 1° e 4° d'azzurro, a tre spighe d'oro, legate, al 2° e 3° d'argento, al bisante sormontato da una corona, il tutto d'oro, cucito (citato in (22)) |
|        | Panizzoni o Panizzone (Alessandria) Titolo: consignori di Corticelle Troncato, al 1° d'oro, all'aquila di nero, al 2° d'argento, alla rosa di giardino, di rosso, gambuta e fogliata di verde, coronata d'oro, con la fascia d'azzurro, carica di tre code di leone, d'oro, passante sulla partizione (citato in (22)) |
|        | Pannilini d'oro al monte isolato di sei cime d'azzurro sormontato da una stella di otto raggi dello stesso (citato in (4) – Vol. II pag. 81) |
|        | Pannilini (Siena, Roma) inquartato, nel 1º e 4º d'oro alla stella d'otto raggi, d'azzurro; nel 2º e 3º d'azzurro al monte di sei cime d'oro, 3, 2, 1 (citato in (4) – Vol. III pag. 522) stella (8 raggi) di azzurro su oro - monte a 6 cime di oro su azzurro (citato in LEOM) |
|        | Pannilini (Pisa) D'argento, alla gemella in banda di verde, e al capo di rosso alias Troncato: nel 1º di rosso pieno; nel 2º d'argento, alla gemella in banda di verde (citato in (20)) |
|        | Pannilini (Siena) Inquartato: nel 1º e 4º d'oro, alla stella a otto punte d'azzurro; nel 2º e 3º d'azzurro, al monte di sei cime d'oro alias Inquartato: nel 1º e 4º d'oro, alla stella a sei punte d'azzurro; nel 2º e 3º d'azzurro, al monte di sei cime d'oro (Immagine nella Raccolta stemmi Trippini (JPG).) alias Inquartato: nel 1º e 4º d'azzurro, al monte di sei cime d'oro; nel 2º e 3º d'oro, alla stella a otto punte d'azzurro alias Inquartato: nel 1º e 4º d'azzurro, al monte di sei cime d'oro; 2º e 3º d'oro, alla stella a sei punte d'azzurro (citato in (20)) |
|        | Pannocchi (Pisa) Troncato d'oro e d'azzurro, a tre pannocchie del primo nel secondo, stelate e fogliate dello stesso e ricadenti a destra, 2.1 (citato in (20)) |
|        | Pannocchieschi (Volterra, Massa Marittima, Siena) Titolo: Nobile di rosso, all'aquila bicipite d'oro, coronata dello stesso, accompagnata in punta da due coppie di spighe (o pannocchie) ricadenti, pure d'oro. (citato in (4) – Vol. 5 pag. 108) |
|        | Pannocchieschi (Volterra, Elci, Siena) Titolo: Patrizio di Siena. Conte Palatino. Conte di Elci (primogenito maschio) Di rosso, all'aquila bicipite d'oro, coronata dello stesso, accompagnata in punta da due coppie di spighe (o pannocchie) ricadenti, pure d'oro (Immagine nella Raccolta stemmi Trippini (JPG).) alias Di rosso, all'aquila bicipite d'oro, coronata dello stesso, accompagnata in punta da una coppia di spighe (o pannocchie) ricadenti, pure d'oro alias Di rosso, all'aquila bicipite d'oro, coronata dello stesso, accompagnata in punta da due coppie di spighe (o pannocchie) ricadenti, pure d'oro, con il capo di Santo Stefano alias Di rosso, all'aquila bicipite d'oro, coronata dello stesso, accompagnata in punta da una coppia di spighe (o pannocchie) ricadenti, pure d'oro, con il capo di Santo Stefano (citato in (20)) |
|        | Pannocchieschi d'Elci (Siena) aquila bicipite coronata su ambo le teste e sormontata da una corona reale afferrante con la destra e la sinistra 2 paia di pannocchie tutto di oro su rosso (citato in LEOM) |
|        | Panocchini (Cesena) (la blasonatura non è stata ancora caricata) (citato in BLCW) Immagine in Blasone Cesenate. |
|        | Pannone Fernandez (Napoletano) (la blasonatura non è stata ancora caricata) (citato in (24)) |
|        | Panoglio (Ivrea) D'azzurro, a due piante di panico, fogliate e fruttate, sormontate da un sole, il tutto d'oro alias D'azzurro, al pozzo, sormontato da tre stelle, il tutto d'oro Motto: Beati mundi corda (citato in (22)) |
|        | Panoni (Cesena) (la blasonatura non è stata ancora caricata) (citato in BLCW) Immagine in Blasone Cesenate. |
|        | Pansa o Panza (Alessandria) Di rosso, al leone coronato, d'oro (citato in (22) e in (27)) Motto: In dolore fortior |
|        | Pansecchi (Forlì) d'argento, a 3 pali d'azzurro ritirati in punta e sormontati da tre stelle (6) di rosso (citato in (2) – pag. 454 e in (7) - pag. 154) |
|        | Pansini (Molfetta) d'azzurro, ad una serpe di verde a destra affrontata ad un grifone d'oro, sormontati da un sole d'oro raggiante a levante (citato in ) |
|        | Pansoia o Pansoya (Milano, Torino, Tigliole d'Asti) Di rosso, all'aquila d'argento, rostrata, membrata e coronata, di nero (citato in (22)) |
|        | Pantalei (Toscana) (DE) In Blau 1 goldener Drillingssturzsparren, begleitet oben von 1, unten von 2 achtstrahligen goldenen Sternen (citato in (28)) |
|        | Pantaleoni d'azzurro, al leone nascente (surgente) d'oro, sormontato dal capo d'Angiò abbassato sotto il capo d'oro, all'aquila bicipite di nero, membrata, rostrata e coronata d'oro sulle due teste (citato in (7) – pag. 164 e in (7) - pag. 107 (d'azzurro al leone nascente d'oro, col capo cucito d'Angiò, abbassato sotto il capo dell'Impero) |
|        | Pantaleoni (Toscana) (DE) n Rot 1 blauer Löwe, belegt mit 4 schwarzen Schrägfäden (citato in (28)) |
|        | Pantanelli Napulioni Bellezza (Palestrina) 3 alberi pini silvestri di verde uscenti dalla troncatura in palo su azzurro - anatra natante in una palude al naturale su azzurro - 3 bande di rosso su oro in capo (sul terzo quarto) - gallo al naturale su monte a 3 cime di verde uscente dalla punta su azzurro (citato in LEOM) |
|        | Pantani (Venezia) banda spezzata di oro la metà sinistra abbassata e la metà destra alzata i cui angoli si toccano su verde (citato in LEOM) |
|        | Pantoli (Forlì) castello di rosso affiancato da 2 torri merlato alla ghibellina aperto e finestrato di nero accompagnato da - 3 stelle (6 raggi) di oro poste 1,2 tutto su azzurro (citato in LEOM) |
|        | Pantusa (Cosenza) D'azzurro al castello torricellato di 3 pezzi d'oro (citato in DAlena e in BLCL) |
|        | Panunzio (Molfetta) d'azzurro, alla fascia d'oro attraversante, in capo un sole dello stesso e dalla punta si elevano 3 monti, quello di mezzo più alto (citato in DAlena e in ) |
|        | Panuzzi (Firenze) D'oro, all'albero di verde nodrito su un monte di sei cime dello stesso alias D'oro, all'albero di verde nodrito su un monte di sei cime d'argento (citato in (20)) (DE) In Gold 1 schwebender silberner Sechsberg, oben besetzt mit 1 naturfarbenen Laubbaum (citato in (28)) |
|        | Panuzzi (Toscana) (DE) In Gold 1 schwebender silberner Sechsberg, überhöht von 1 blauen Lilie und beidseitig oben begleitet von je 1 blauen Rose (citato in (28)) |
|        | Panuzzi (Toscana) (DE) In Blau 1 schwebender goldener Sechsberg, oben besetzt mit 1 naturfarbenen Laubbaum und beidseitig begleitet von je 1 liegenden goldenen Halbmond (citato in (28)) |
|        | Panuzzi (Toscana) (DE) In Blau 1 schwebender goldener Sechsberg, oben besetzt mit 1 naturfarbenen Laubbaum und beidseitig begleitet von je 1 goldenen Rose (citato in (28)) |
|        | Panuzzi o Panucci (Pistoia) D'oro, al gattopardo rampante di rosso (citato in (20)) alias D'oro, al gatto rampante di rosso (citato in (20)) alias (DE) In Gold 1 hersehender roter Löwe (citato in (28)) |
|        | Panuzzi (Toscana) (DE) In silber?-blau im Zahnschnitt schräggeteiltem Feld 2 achtstrahlige Sterne, der untere silbern (citato in (28)) |
|        | Panuzzi del Bria (Firenze) Trinciato cuneato d'argento e d'azzurro, a due stelle a otto punte dell'uno nell'altro (citato in (20)) |
|        | Panza (Monferrato, Milano) Titolo: conti di Biumo D'argento, allo scaglione, accompagnato da tre rose dello stesso, due in capo ed una in punta, il tutto d'azzurro Motto: Audendo agendoque (citato in (22)) |
|        | Panzani (Arezzo) Inquartato: nel 1º e 4º d'argento, alla banda di rosso; nel 2º e 3º d'oro, all'aquila dal volo spiegato di nero, coronata del campo, sostenuta dalla campagna d'azzurro caricata di un crescente montante d'argento (citato in (20)) |
|        | Panzani o Firidolfi (Panzano) (DE) In Silber 1 roter Schrägbalken (citato in (28)) |
|        | Panzani Titolo: Nobili di Corneto (la blasonatura non è stata ancora caricata) (citato in DAlena) |
|        | Panzanini (Siena, Firenze) Troncato d'oro e d'azzurro, al rogo infiammato al naturale nel primo (citato in (20)) (DE) Gold-blau geteilt: Oben 1 naturfarbener Holzscheid an der Teilungslinie, besetzt mit 5 roten Feuern (citato in (28)) alias Troncato d'oro e d'azzurro, al braciere infiammato al naturale nel primo (citato in (20)) alias Troncato d'argento e d'azzurro, al rogo infiammato al naturale nel primo (citato in (20)) alias Troncato d'argento e d'azzurro, al braciere infiammato al naturale nel primo (citato in (20)) alias D'oro, a due leoni affrontati d'azzurro, sormontati da una fiamma di rosso (citato in (20)) |
|        | Panzanini o Panzanini della Scala (Toscana) (DE) Gold-blau geteilt: Oben 1 naturfarbener Holzscheid an der Teilungslinie, besetzt mit 5 roten Feuern (citato in (28)) |
|        | Panzuti (Napoli) Titolo: conte, nobile dei conti d'argento alla fascia di rosso, sormontata dal braccio armato tenente una corazza, il tutto al naturale, accompagnata in punta da tre sbarre di rosso (citato in (23)) fascia di rosso su argento - braccio armato sinistro al naturale virtualmente uscente da destra ristretto tenente una corazza dello stesso su argento in alto - 3 sbarre di rosso su argento in basso (citato in LEOM) |

### Pao
| Stemma | Casato e blasonatura |
| ------ | --- |
|        | Paolella (Molise) (la blasonatura non è stata ancora caricata) (citato in DAlena) |
|        | Paolelli (Trevi) (la blasonatura non è stata ancora caricata) Notizie storiche nel sito della Associazione Pro Trevi. |
|        | Paoletti (Firenze) D'azzurro, al destrocherio armato al naturale, impugnante un pugnale basso di ferro, guarnito d'oro, il tutto accompagnato da tre stelle a otto punte d'oro, ordinate in capo (citato in (20)) (DE) In Blau 1 aus dem linken Schildrand hervorkommender geharnischter Linkarm, 1 gestürztes goldgegrifftes silbernes Schwert haltend und oben begleitet von 3 achtstrahligen goldenen Sternen balkenweise (citato in (28)) alias D'azzurro, al destrocherio armato al naturale, impugnante una spada bassa di ferro, guarnita d'oro, il tutto accompagnato da tre stelle a otto punte d'oro, ordinate in capo (citato in (20)) alias D'azzurro, allo scaglione d'argento, caricato di tre rose di rosso (citato in (20)) (DE) In Blau 1 erniedrigter silberner Sparren, belegt mit 3 roten Rosen (citato in (28)) alias D'azzurro, alla fascia di rosso caricata di tre stelle a sei punte d'oro, e al capo cucito d'Angiò (citato in (20)) |
|        | Paoletti (Pistoia) Troncato: nel 1º d'oro, al leone di rosso nascente dalla troncatura e tenente una rotella d'azzurro, bordata di rosso, caricata di una croce d'argento; nel 2º d'azzurro, alla rotella di rosso, bordata d'oro, e parimenti caricata di una croce d'argento (citato in (20)) |
|        | Paoletti o Pauletti o Paoletto (Tarantasca, Torino, Cuneo) Titolo: conte di Roderetto Troncato d'azzurro e d'oro, alla fascia d'argento sulla partizione; il 1º alla stella d'argento, il 2º al gallo, fermo sulla vetta di un monte di tre cime, al naturale (citato in (22) e in (27)) fascia di argento su troncato di azzurro e di oro - stella (5 raggi) di argento su azzurro - gallina ferma su monte a 3 cime uscente dalla punta tutto al naturale su oro (citato in LEOM) |
|        | Paoletti o Pauletti o Paoletto (Rossana, Busca, Cherasco, Roma) Titolo: conte; barone di Melle Troncato d'azzurro e d'oro, con la fascia d'argento, sulla partizione; il 1º alla stella d'argento; il 2º al gallo di rosso (citato in (22) e in (27)) fascia di argento su troncato di azzurro e di oro - stella (5 raggi) di argento su azzurro - gallo di rosso su oro (citato in LEOM) Motto: Ante solem |
|        | Paoletti Consalvi (Macerata, Fermo) torre di rosso merlata alla guelfa di 4 pezzi cimata da una aquila nascente di nero sormontata da - 3 stelle (6 raggi) di oro poste 1,2 tutto su argento - 3 stelle (6 raggi) di argento su fascia di rosso su azzurro - 3 gigli di oro posti in fascia in alto su azzurro - monte a 3 cime di oro in basso su azzurro (citato in LEOM) |
|        | Paoli (Ragusa/Dubrovnik) d'azzurro, al leopardo rampante al naturale, tenente con le zampe una palma di verde, alla fascia d'oro, attraversante sul tutto e caricata di tre gigli coricati di rosso (FR) D'azur, au léopard naturel rampant, tenant de ses pattes une palme de sinople, à la fasce d'or, brochant sur le tout et ch. de trois fleurs-de-lis couchées de gueules (citato in (10) e in (11)) |
|        | Paoli (Toscana) d'azzurro, allo scaglione d'argento, accompagnato in capo da tre stelle d'oro male ordinate e in punta da un'anfora dello stesso (FR) D'azur, au chevron d'argent, acc. en chef de trois étoiles mal-ordonnées d'or et en pointe d'une emphore du même. Supports: deux lions. (citato in (11)) |
|        | Paoli (Firenze) D'oro, a tre pavoni dal volo chiuso al naturale, ordinati l'uno sull'altro (citato in (20)) |
|        | Paoli (Lucca) D'oro, alla fascia d'azzurro caricata di tre gigli del campo (citato in (20)) |
|        | Paoli (Abruzzo) D'azzurro al palo d'oro accompagnato, a destra da un virgulto sormontato da un giglio d'oro, a sinistra da tre bande dello stesso (citato in DAlena) |
|        | Paoli o Pauli (Torino) Titolo: consignori di Toetto Scarena D'argento, a tre viole mammole gambute, al naturale, con il capo d'azzurro, carico di una stella, d'oro Motto: Non sine sudore et sanguine (citato in (22)) |
|        | Paoli (Rovigo) 3 stelle (8 raggi) di oro su fascia di azzurro su troncato di rosso e di argento - albero al naturale posto a destra dello scudo su terrazzo uscente dalla punta sotto la fascia la chioma sul rosso e il tronco sull'argento - bue fermo rivolto al naturale legato per le corna al tronco dell'albero su argento (citato in LEOM) |
|        | Paolini (Firenze) D'azzurro, all'albero di verde nodrito su un monte di sei cime d'oro, e accompagnato in capo da un lambello a quattro pendenti di rosso alias D'azzurro, all'albero di verde nodrito su un monte di sei cime d'oro, e al capo cucito d'Angiò, il tutto abbassato sotto il capo di Santo Stefano (citato in (20)) |
|        | Paolini (Abruzzo) (la blasonatura non è stata ancora caricata) (citato in DAlena) |
|        | Paolini (Savigliano) D'azzurro, a tre aquile, d'oro (citato in (22)) |
|        | Paolini (Veroli, Roma) fascia di argento su azzurro - monte a 3 cime sormontato da una cometa posta in palo tutto di oro in alto su azzurro - 3 sbarre ondate di rosso in basso su azzurro - 3 tronchetti noderosi di oro in banda un sull'altro su rosso - bordura inchiavata di rosso e di oro (sulla seconda partizione) (citato in LEOM) |
|        | Paolozzi (Siena, Chiusi) Troncato: nel 1º d'azzurro, alla stella a otto punte d'oro; nel 2º di rosso, al monte di tre cime d'argento; e alla fascia diminuita d'oro passata sulla troncatura (citato in (20)) alias Troncato: nel 1º d'azzurro, alla stella a otto punte d'oro; nel 2º di rosso, al monte di tre cime di nero; e alla fascia diminuita d'oro passata sulla troncatura (citato in (20)) fascia in divisa di oro su troncato di azzurro e di rosso - stella (8 raggi) di oro su azzurro - monte a 3 cime di nero uscente dalla punta su rosso (citato in LEOM) |
|        | Paolozzi (Chiusi) fascia di oro su troncato di azzurro e di rosso - stella (8 raggi) di oro su azzurro - monte a 3 cime di argento su rosso (citato in LEOM) |
|        | Paolsanti (Empoli, Firenze) Di..., all'albero di... nodrito sul terreno di... (citato in (20)) |
|        | Paolucci(Molise) (la blasonatura non è stata ancora caricata) (citato in DAlena) |
|        | Paolucci (Bologna, Torino, Nizza, Vienna) orso rampante al naturale su oro (citato in LEOM) |
|        | Paolucci (Bologna, Torino, Nizza, Vienna) orso rampante di nero su monticello fondato su terrazzo erboso uscente dalla punta tutto al naturale su oro - S.P.Q.R. in lettere maiuscole di oro affiancate a sinistra da una crocetta patente di argento tutto su rosso in capo (citato in LEOM) |
|        | Paolucci Crognali (Abruzzo) D'argento al leone al naturale tenente una spada in palo, movente dalla campagna di verde e sormontato da due stelle (6) di rosso (citato in DAlena) |
|        | Paolucci di Calboli o Paolucci di Calboli Barone (Forlì, Roma) fasciato di oro e di nero - rosa di argento su rosso in capo (citato in LEOM) |
|        | Paolucci Mancinelli (Todi, Siena) fascia di oro su azzurro - stella (6 raggi) di argento in alto su azzurro - monte a 3 cime di argento uscente dalla punta su azzurro (citato in LEOM) |

### Pap
| Stemma | Casato e blasonatura |
| ------ | --- |
|        | Pap (Palermo) 3 crocette di Sant'Andrea di rosso su fascia di argento su oro - tralcio di uva di verde posto in fascia in basso su oro - aquila bicipite coronata su ambo le teste di nero e affiancata da 2 gigli di rosso su oro in capo - trangla di rosso (citato in LEOM) |
|        | Pap (Palermo) 2 fasce la superiore di argento caricata di 3 crocette di Sant'Andrea di rosso - quella inferiore di rosso entrambe su oro - la fascia di rosso sormontata da una aquila bicipite di nero accompagnata da 2 gigli di rosso su oro - tralcio di vite posto in fascia di verde verso la punta su oro (citato in LEOM) |
|        | Papa (Pisa) D'argento, alla gemella ondata in fascia di rosso, e al capo dello stesso (citato in (20)) |
|        | Papa (Calais, Revello, Torino) Titolo: conti di Costigliole Saluzzo D'azzurro, al pappagallo al naturale (citato in (22)) uccello pappagallo fermo al naturale su azzurro (citato in LEOM) Motto: Audic tacens |
|        | Papacoda (Napoli) leone rampante ingolante la propria coda tutto di oro su azzurro (citato in LEOM) |
|        | Papadopoli (Messina) troncato: nel 1° d'oro, al sole di rosso, nel 2° d'azzurro, alla fenice d'argento sulla sua immortalità al naturale Cimiero: due mezzi voli d'oro, caricati dal sole di rosso Motto: Flammas alit (citato in Mango) |
|        | Papadopoli Aldobrandini (Venezia, Roma) sole di rosso su oro - fenice di argento sulla sua immortalità di rosso su azzurro - banda doppiomerlata accompagnata da - 6 stelle (8 raggi) poste in doppia banda tutto di oro su azzurro (citato in LEOM) |
|        | Papafava Antonini dei Carraresi (Padova) scheletro di carro a 4 ruote di rosso posto in palo su argento - leone rampante di azzurro su argento caricato di uno scudetto di argento con lo scheletro del carro di rosso a 4 ruote (citato in LEOM) |
|        | Papaleo o Papaleone (Messina) d'azzurro, alla croce papale d'oro, di tre pezzi traversi trifogliati (citato in Mango e in (25)) alias d'azzurro, al bastone pontificio d'oro, accompagnato da tre crocette dello stesso (citato in Mango) Notizie storiche in Famiglie nobili di Sicilia. |
|        | Papanti (Pisa, Livorno) Troncato: nel 1º d'oro, al cane corrente di nero; nel 2º palato di sei pezzi d'oro e di rosso; con la fascia composta di cinque pezzi losangati di verde e d'argento e d'argento e di verde alternati, passata sulla troncatura alias Troncato: nel 1º d'oro, al cane corrente di nero; nel 2º d'oro, a tre pali di rosso; con la fascia composta di cinque pezzi losangati di verde e d'argento e d'argento e di verde alternati, passata sulla troncatura (citato in (20)) |
|        | Papanti (Pisa, Livorno) fascia losangata di argento e di verde partita di 4 pezzi su troncato di oro e - palato di oro e di rosso - cane corrente di nero su oro in alto (citato in LEOM) |
|        | Paparatti (Tropea, Rosarno) D'argento con la pianta del cardo con tre frutti di verde posta fra due passeri affrontati (citato in (30)) |
|        | Paparatti (Tropea) d'azzurro a tre spighe sradicate d'argento e accostate da due anatre al naturale affrontate (citato in BLCL) Immagine e notizie storiche in Tropea Magazine. |
|        | Paparatto (Tropea) d'azzurro caricato di un cardo sradicato a tre frutti dello stesso accompagnato da due papere al naturale (citato in BLCL) Immagine e notizie storiche in Tropea Magazine. |
|        | Paparatto (Tropea) (LA) campum ceruleum in medio plantam cardui tribus fructibus inter duo anseres (citato in BLCL) Immagine e notizie storiche in Tropea Magazine. |
|        | Papardo o Pappalardo (Messina) Titolo: principe del Parco inquartato 1° e 4° d'oro a tre scaglioni dello stesso, cuciti nel 2° e 3° d'oro alla fascia d'azzurro, sopra il tutto al collo di pozzo di rosso a due dragoni di verde controrampanti ed affrontanti con le code annodate e decusse (citato in (23)) inquartato: nel 1° e 4° d'oro a tre scaglioni più scuri dello stesso cuciti; nel 2° e 3° d'oro alla fascia d'azzurro; sopra il tutto d'oro, al collo di pozzo di rosso, attorniato da due dragoni di verde, controrampanti ed affrontati, con le code annodate e passate in decusse (citato in Mango e in (25)) inquartato; nel 1° e 4° di oro, con tre caprioli più scuri dello stesso cuciti; nel 2° e 3° d'oro, con una fascia d'azzurro; sopra il tutto d'oro, al collo di pozzo di rosso, attorniato da due dragoni di verde, controrampanti ed affrontati, con le code annodate e passate in croce di sant'Andrea (citato in (25)) vera di pozzo di rosso afferrata da 2 draghi di verde controrampanti con le code incrociate e annodate al basso su scudetto di oro su - 3 scaglioni di oro brunito su oro - fascia di azzurro su oro (citato in LEOM) Corona di principe Notizie storiche in Famiglie nobili di Sicilia. Ulteriori notizie storiche in Famiglie nobili di Sicilia. |
|        | Paparo (Catanzaro) D'azzurro all'anitra al naturale passante su di una campagna di verde; la bordatura scaccata d'argento e d'azzurro (citato in DAlena e in BLCL) |
|        | Papazzoni (Modena) scudetto inquartato di argento e di azzurro su - leone rampante di rosso su argento - fascia di rosso su palato di azzurro e di argento - capo d'Impero (citato in LEOM) |
|        | Papazzoni dei figli di Manfredi (Modena) scudetto inquartato di argento e di azzurro su - fascia di rosso su - leone rampante di rosso su argento - fasciato di azzurro e di argento - capo d'Impero (citato in LEOM) |
|        | Papazzoni dei figli di Manfredi (Modena) scudetto ovale inquartato di oro e di rosso su - troncato di argento e - fasciato di azzurro e di argento - detto scudo cimato da una aquila al naturale coronata di oro e sostenuto da - 2 volpi al naturale affrontate moventi dalla troncatura su argento (citato in LEOM) |
|        | Papè (Palermo) Titolo: principe di Valdina, duca di Giampileri, Pratoameno; marchese della Scaletta; barone di Valleleunga, Calatubbo, nobile dei principi d'oro alla fascia d'argento caricata da tre decusse di rosso, in punta un pampino (foglia) di verde, al capo sostenuto di rosso e carico di un'aquila bicipite coronata di nero e accostata da due gigli di rosso alias d'oro a due fasce, superiore d'argento, inferiore di rosso, caricata da tre decusse di rosso, sormontata da un'aquila imperiale di nero accostata da due gigli di rosso, inferiore di rosso in punta di un pampino (foglia) di verde (citato in (23)) d'oro, a due fasce, la superiore, cucita d'argento, caricata di tre croci di S. Andrea di rosso; 1'inferiore, dí rosso, sormontata da un'aquila imperiale di nero, accostata da due gigli di rosso. In punta una foglia (pampina) di verde. (Ramo Pratameno) (citato in (25)) d'oro, alla fascia d'argento cucita, caricata da tre decussi di rosso, sotto altra fascia di rosso, sormontata da un'aquila imperiale di nero, accostata da due gigli di rosso ed una pampina di verde posta in punta (citato in Mango) d'oro, con una fascia d'argento cucita, caricata da tre croci di s. Andrea di rosso, sotto altra fascia di rosso, sormontata da un'aquila imperiale di nero, accostata da due gigli di rosso, ed una foglia (o pampina) di verde posta in punta (citato in (25)) Corona e mantello da principe Notizie storiche in Famiglie nobili di Sicilia. Ulteriori notizie storiche in Famiglie nobili di Sicilia. |
|        | Paperini (Firenze) Di cielo, alla fascia cucita d'azzurro, caricata di una stella a otto punte d'oro, e accompagnata da tre api montanti d'oro ordinate in capo, e in punta da un'oca al naturale, nuotante sul mare dello stesso alias Di cielo, alla fascia cucita di verde, caricata di una stella a otto punte d'oro, e accompagnata da tre api montanti d'oro ordinate in capo, e in punta da un'oca al naturale, nuotante sul mare dello stesso (citato in (20)) |
|        | Paperoni (Sarteano) D'.... alla fascia diminuita di... accompagnata in capo da un'oca di ... ed in punta da un'oca rivoltata di... (citato in BNDD) Immagine ne L'araldica sarteanese nei secoli. |
|        | Papi (Firenze) D'azzurro, alla banda d'argento, caricata di due rami di rosaio fioriti di un pezzo al naturale, e accompagnata da due stelle a otto punte d'oro, 1.1 alias D'azzurro, alla sbarra d'argento, caricata di due rami di rosaio fioriti di un pezzo al naturale, e accompagnata da due stelle a otto punte d'oro, 1.1 (citato in (20)) |
|        | Papi (Montepulciano) D'azzurro, a tre corone fioronate d'oro, 1.2 (citato in (20)) (DE) In Blau 3 goldene Kronen, 1:2 gestellt (citato in (28)) |
|        | Papi (Toscana) (DE) Durch 1 silbernen Schrägbalken blau-silber schräggeteilt, dieser der Figur nach belegt mit 2 natürlichen grünbeblätterten roten Rosen und unten begleitet von 1 achtstrahligen blauen Stern (citato in (28)) |
|        | Papi (Roma) D'azzurro, al bue codardo rampante d'argento, sormontato da una cometa (8) d'oro ondeggiante in palo (Immagine nell' Archivio Storico Capitolino (PDF) (archiviato dall'url originale il 2 febbraio 2014).) alias bue rampante di argento sormontato da - stella (6 raggi) di oro tutto su azzurro (citato in LEOM) |
|        | Papi del Lion d'Oro (Firenze) D'azzurro, alla sbarra d'argento caricata di tre rose di... e accompagnata da tre stelle a sei punte d'oro, 2.1 (citato in (20)) |
|        | Papiani (Modigliana) D'argento, all'aquila dal volo spiegato di nero, coronata, rostrata e membrata d'oro; e al capo d'azzurro caricato di tre gigli d'oro alias Di rosso, all'aquila dal volo spiegato di nero, coronata, rostrata e armata d'oro; e al capo d'azzurro, sostenuto da una divisa d'oro, caricato di tre gigli dello stesso (citato in (20)) |
|        | Papini (Firenze) Di..., alla croce di..., piantata su un monte di sei cime di... e sormontata da un lambello a quattro pendenti di... (citato in (20)) |
|        | Papini (Pescia) Di..., al monte di sei cime di..., cimato da un volo levato di... (citato in (20)) |
|        | Papini (Bagnoregio) leone rampante sormontato da - 3 stelle (8 raggi) poste 1,2 tutto di oro su azzurro (citato in LEOM) |
|        | Pappacoda (Molise) di nero, al leone d'oro, con la coda raccolta sulla testa, e tenuta tra i denti (citato in (7) – pag. 150) Di nero al leone d'oro colla coda passante sopra la testa e tenuta fra i denti (citato in DAlena) |
|        | Pappacoda (Napoletano) Tirtolo: signore di Pisciotta; barone di Barbato, Zagarise, Massafra, Larino, Lacedonia, Tricase, Finocchieto; marchese di Capurso, Pisciotta, Ceglie, San Chirico, Paupisi; duca di Termoli, Cancellara; principe di Centola, Triggiano, Mesagne, Bitetto d'azzurro al leone d'oro in atto di magiare la coda controrivoltata (citato in (24)) Notizie storiche in Nobili napoletani. |
|        | Pappacoda (Tropea) di nero al leone d'oro con la coda rivolta sopra la testa e tenuta fra i denti (citato in BLCL) Immagine e notizie storiche in Tropea Magazine. |
|        | Pappagalli (Pistoia, Firenze) D'argento, a tre pappagalli dal volo chiuso al naturale, 2.1 (citato in (20)) (DE) In Silber 3 rotbeaugte grüne Papageien mit roten Schnäbeln und roten Beinen, 2:1 gestellt (citato in (28)) alias D'argento, a tre pappagalli dal volo chiuso al naturale, 2.1, il tutto abbassato sotto la croce di Santo Stefano posta in capo (citato in (20)) |
|        | Pappalardo (Monferrato) Titolo: consignori di Cellamonte, Cuccaro Di (...), all'aquila di nero (citato in (22)) |
|        | Pappalepore (Rutigliano, Bari) Titolo: marchese del Canneto, patrizio di Bari, nobile dei marchesi inquartato 1° e 4° d'argento al leone rivoltato, afferrante e sbranante una lepre al naturale, 2° d'azzurro alla torre d'oro, 3° all'aquila d'oro Motto: Semper rectum (citato in (23)) |
|        | Pappalepore (Rutigliano) Titolo: nobile inquartato: nel 1º d'argento, al leone rivoltato d'oro, afferrante e sbranante una lepre al naturale; nel 2º d'azzurro alla torre d'oro; nel 3º d'azzurro all'aquila d'argento; nel 4º d'argento, al leone di rosso (citato in (29)) |
|        | Pappalepore (Rutigliano, Roma) leone rampante rivolto afferrante nell'atto di sbranare una lepre tutto al naturale su argento - torre di oro merlata di 3 pezzi alla guelfa su azzurro - aquila di nero su oro (citato in LEOM) |
|        | Pappalepore (Rutigliano, Roma) leone rampante rivolto afferrante nell'atto di sbranare una lepre tutto al naturale su argento (citato in LEOM) |
|        | Pappalettere (Barletta) Titolo: nobile di Barletta d'oro alla rondine di nero volante in sbarra col becco tenente un breve svolazzante con il motto Pappalettere di nero (citato in (23)) rondine in volo in sbarra di nero tenente nel becco un nastro di argento posto in palo con il motto in lettere maiuscole di nero "PAPPALETTERE" tutto su oro (citato in LEOM) |
|        | Pappansogna (Napoletano) (la blasonatura non è stata ancora caricata) (citato in (24)) |
|        | Papponi (Pisa) Di nero, al cane rampante d'argento, collarinato di rosso; e al capo d'oro caricato di tre teste e colli d'aquila di nero, nascenti dalla linea della pezza (citato in (20)) |
|        | Pappudoff (Livorno) D'argento, alla croce scorciata d'azzurro, angolata da quattro uccelli (rondini) volanti di nero, e caricata in cuore di un covone di grano d'oro (o fascio di spighe), legato dello stesso (citato in (20)) fascio di spighe (covone) legate di oro su croce scorciata di azzurro su argento - accantonata da 4 rondini in volo di nero rivolte tutte al centro dello scudo su argento (citato in LEOM) |